# Sci alpino alla XXV Universiade invernale
Le gare di sci alpino della XXV Universiade invernale si sono svolte sul monte Palandöken a Erzurum, in Turchia, dal 29 gennaio al 6 febbraio 2011. In programma otto eventi; escluse dalla manifestazione le discese libere.

## Podi

### Uomini
| Evento          | Oro            | Tempo   | Argento       | Tempo   | Bronzo        | Tempo   |
| Supergigante    | Adam Zika      | 1'06"88 | Calle Lindh   | 1'07"08 | Bernhard Graf | 1'07"14 |
| Slalom gigante  | Bernhard Graf  | 1'52"04 | Adam Zika     | 1'52"53 | Douglas Hedin | 1'53"66 |
| Slalom speciale | Seppi Stiegler | 1'45"71 | Filip Mlinšek | 1'45"84 | Calle Lindh   | 1'45"92 |
| Supercombinata  | Bernhard Graf  | 1'49"45 | Calle Lind    | 1'49"97 | Adam Zika     | 1'50"14 |

### Donne
| Evento          | Oro                 | Tempo   | Argento                    | Tempo   | Bronzo           | Tempo   |
| Supergigante    | Kathlyn Hartman     | 1'11"26 | Karolina Chrapek           | 1'11"41 | Chiara Carratu   | 1'11"55 |
| Slalom gigante  | Jennifer van Wagner | 1'53"26 | Lucia Mazzotti             | 1'53"55 | Karolina Chrapek | 1'53"73 |
| Slalom speciale | Sterling Grant      | 1'44"28 | Aleksandra Kluś-Zamiedzowy | 1'44"42 | Jana Gantnerová  | 1'44"66 |
| Supercombinata  | Aude Aguilaniu      | 1'52"00 | Erika Ghent                | 1'52"31 | Charline Vion    | 1'52"78 |

## Medagliere
| Posizione | Paese       | Oro | Argento | Bronzo | Totale |
| --------- | ----------- | --- | ------- | ------ | ------ |
| 1         | Stati Uniti | 4   | 1       | 0      | 5      |
| 2         | Austria     | 2   | 0       | 1      | 3      |
| 3         | Rep. Ceca   | 1   | 1       | 1      | 3      |
| 4         | Francia     | 1   | 0       | 1      | 2      |
| 5         | Svezia      | 0   | 2       | 2      | 4      |
| 6         | Polonia     | 0   | 2       | 1      | 3      |
| 7         | Italia      | 0   | 1       | 1      | 2      |
| 8         | Slovenia    | 0   | 1       | 0      | 1      |
| 9         | Slovacchia  | 0   | 0       | 1      | 1      |
| Totale    | Totale      | 8   | 8       | 8      | 24     |